# Gamaa al-Islamiya (Égypte)
Pour les articles homonymes, voir Jemaah Islamiyah.
Al-Gama'a al-Islamiyya (arabe : الجماعة الإسلامية al-jamāʻah al-islāmīyah, également translittéré en El Gama'a El Islamiyya ou  Gamaat Islamiya ou encore al Jamaat al Islamiya, en français « le Groupe islamique »), est un mouvement sunnite égyptien islamiste. Il est considéré comme une organisation terroriste par les États-Unis et l'Union européenne. Le groupe est (ou fut) consacré au renversement du gouvernement égyptien et à son remplacement par un État islamique. Cette organisation était dirigée par le cheikh Omar Abdel Rahman, mort en prison aux États-Unis en février 2017 après 24 années d'emprisonnement.

## Histoire

### Origines universitaires

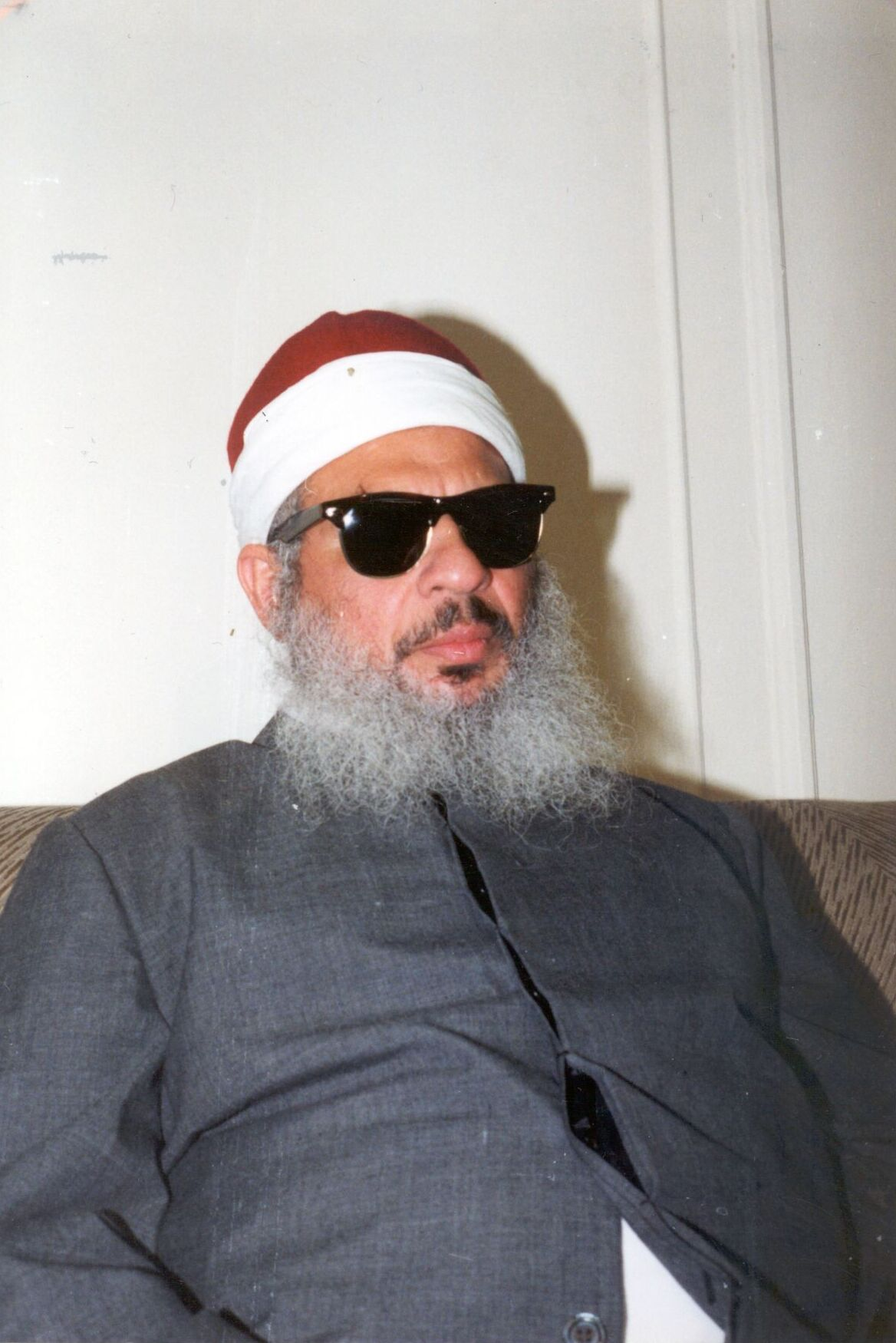
Cheikh Omar Abdel-Rahman

Al-Gama'a al-Islamiyya débute comme une organisation chapeautant des mouvements égyptiens estudiantins militants constitués, tels que le Djihad islamique égyptien, après la renonciation des Frères musulmans à la violence en 1970 et la perte de leur leadership.
En 1970, le gouvernement égyptien a libéré un certain nombre de membres du mouvement des Frères Musulmans emprisonnés. Le Président Sadate voulait contrebalancer l'influence des Soviétiques et du communisme, ce qui a eu lieu. Un nouveau groupe, Al Gamaa al Islamiya voit le jour, conseillés par d'anciens professeurs de l'Université al-Azhar. Selon Ahmed Chaaban, leader étudiant de gauche à l'Université du Caire, les militants du nouveau groupe islamiste bénéficiaient de l'aide et de la protection des membres de la Sécurité d'État égyptienne.
L'inspiration vient du plan de Sayyid Qutb dont ils réalisent les deux premières étapes. Ils vont prier dans la mosquée du Campus et s'affairent à recruter et à former des étudiants.

### Les dirigeants
Le premier dirigeant est le cheikh Omar Abdel Rahman.

### Développement territorial
Le mouvement organise, une fois par an, des séminaires nationaux. Le mouvement va s'étendre au Soudan, à la Tunisie, au Yémen, à la Syrie, à l'Irak, au Liban et à d'autres pays voisins.

### La chute

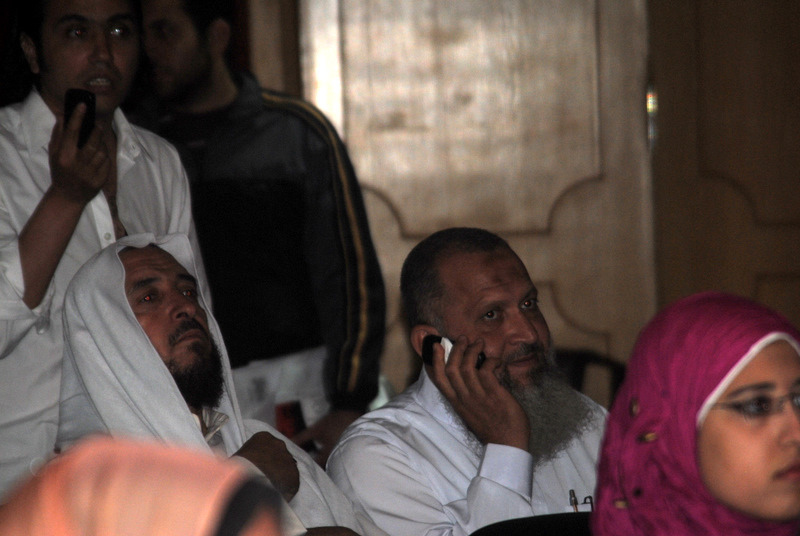
Membres dal-Gamma al-Islamiya

En juin 1981, une lutte brutale et sectaire entre musulmans et Coptes éclate dans le quartier pauvre d'al-Zawaiyya Al Hamra au Caire : « Femmes et hommes sont assassinés ; des enfants sont jetés par les fenêtres, leurs corps s'écrasant sur les chaussées ; il y eut du pillage, des tueries et des incendies criminels », « les Groupes islamiques furent accusés d'avoir participé aux incidents et, en septembre 1981, un mois après l'assassinat de Sadate, les al-Gama'a al-Islamiyya furent dissoutes par l'État (bien que n'ayant jamais été légalement déclarées et enregistrées à leur fondation), leurs infrastructures furent détruites et leurs dirigeants arrêtés. » Le gouvernement favorise le départ des militants vers l'Afghanistan.

## Situation actuelle
L'organisation est placée sur la liste officielle des organisations terroristes du Canada, des États-Unis, de l'Union européenne et du Royaume-Uni.
Désignant dans les années 1970 les associations islamistes étudiantes, le groupe prend la suite du Jihad islamique égyptien au début des années 1990 en s'attaquant à l'état égyptien, aux coptes et aux touristes. Son principal attentat est le massacre de Louxor, que condamnent pourtant les dirigeants du groupe. 
Dans les années 1990, le mouvement était bien implanté aux États-Unis via des mosquées en guise de cellules. Ils complotaient régulièrement au sein de la mouvance islamiste afin d'organiser des actions terroristes contre des cibles israéliennes et américaines comme le World Trade Center en 1993.
En 2003, les dirigeants emprisonnés du groupe ont renoncé à la violence.
Le 10 avril 2019, le groupe a obtenu l'annulation par la Cour de justice de l'Union européenne de son inscription sur la liste noire anti-terroriste de l'UE, notamment en raison des motifs, jugés trop anciens et purement formels, c'est-à-dire non prouvés d'un point de vue matériel.

## Implication en politique
Le mouvement s'est converti à la politique à la suite de la révolution égyptienne de 2011 et a remporté une dizaine de sièges aux élections de 2011-2012 de la chambre basse du parlement égyptien. En  mars 2013, à la suite de la grève des policiers en Égypte, l'organisation a tenté de former des milices de maintien de l'ordre dans certaines villes, en particulier dans la ville d'Assiout.

## Sources
- (en) Cet article est partiellement ou en totalité issu de l’article de Wikipédia en anglais intitulé « al-Gama'a al-Islamiyya » (voir la liste des auteurs).